# Терехово (Дмитровский городской округ)
Терехово — деревня в Дмитровском районе Московской области России в составе сельского поселения Большерогачёвское. Население — 9 чел. (2010). До 2006 года Терехово входило в состав Большерогачёвского сельского округа.
Деревня расположена на северо-западе района, на границе с Тверской областью, примерно в 34 км к северо-северо-западу от Дмитрова, на берегу одного из мелиоративных каналов бассейна реки Сундыш (левый приток реки Сестры), высота центра — 141 м над уровнем моря. Ближайшие населённые пункты — Нижнево на востоке, Дулово на северо-востоке и Баранниково на западе — обе Тверской области.

## Население
| 2002 | 2006 | 2010 |
| ---- | ---- | ---- |
| 7    | ↘4   | ↗9   |